# Ro-1
| Підводні човни тип F1      | Підводні човни тип F1 | Підводні човни тип F1 |
| -------------------------- | --- | --- |
| Ro-1                       | | |
|                            | | |
|                            | | |
| Спуск на воду              | 1919 | 1919 |
| Виведений зі складу флоту  | 1930 | 1930 |
| Сучасний статус            | Виведений із складу флоту | Виведений із складу флоту |
| Проєкт                     | | |
| Тип ПЧ                     | Дизельний ПЧ | Дизельний ПЧ |
| Розробник проєкту          | верфі Кавасакі, Кобе | верфі Кавасакі, Кобе |
| Основні характеристики     | | |
| Швидкість (надводна)       | 13 вузлів (24 км/год)- максимальна, 10 вузлів (18,5 км/год)- економна.                                                               | 13 вузлів (24 км/год)- максимальна, 10 вузлів (18,5 км/год)- економна.                                                               |
| Швидкість (підводна)       | 8 вузлів (14,8 км/год)- максимальна, 4 вузла (7,4 км/год)- економна.                                                                 | 8 вузлів (14,8 км/год)- максимальна, 4 вузла (7,4 км/год)- економна.                                                                 |
| Робоча глибина занурення   | 40 м | 40 м |
| Гранична глибина занурення | 50 м | 50 м |
| Автономність плавання      | 15 діб, 3500 морських миль (6482 км) при швидкості 18,5 км/год, в підводному положенні — 75 м.миль (139 км) при швидкості 7,4 км/год | 15 діб, 3500 морських миль (6482 км) при швидкості 18,5 км/год, в підводному положенні — 75 м.миль (139 км) при швидкості 7,4 км/год |
| Екіпаж                     | 48 осіб | 48 осіб |
| Розміри                    | | |
| Довжина найбільша (по КВЛ) | 65,6 м | 65,6 м |
| Ширина корпусу найб.       | 6 м | 6 м |
| Середня осадка (по КВЛ)    | 4,2 м | 4,2 м |
| Водотоннажність надводна   | 717 т | 717 т |
| Озброєння                  | | |
| Артилерія                  | 1х 76,2-мм палубна гармата (д.в 6800 м, скорострільність 13-18 п\хв)                                                                 | 1х 76,2-мм палубна гармата (д.в 6800 м, скорострільність 13-18 п\хв)                                                                 |
| Торпедно- мінне озброєння  | 3 носових і 2 кормових ТА калібру 457-м). 8 торпед                                                                                   | 3 носових і 2 кормових ТА калібру 457-м). 8 торпед                                                                                   |

 RO-1  — один з перших підводних човнів японського Імператорського флоту. Закладений у 1918 році як субмарина № 18 на верфі "Кавасакі в Кобе. Після вступу в стрій 31 березня 1920 року був зарахований до 22-го дивізіону підводних човнів, що дислокувався в Сасебо. З 1920 по 1924 рік човен використовували для відпрацювання тактики взаємодії важких надводних кораблів з підводними човнами. В липні 1924 перейменований на RO-1. І фактично через декілька місяців зарахований до резерву, де лічився до 1930 року. Весь цей час човен простояв в арсеналі в Сасебо. В травні 1930 човен був виведений із списків флоту та зданий на злам.